# Ambassade du Mexique en Suisse
L'ambassade du Mexique en Suisse est la représentation diplomatique de les États-Unis mexicains auprès de la Confédération suisse. Elle est également accréditée pour le Liechtenstein.
L'ambassadrice est, depuis 2019, Cecilia Jaber Breceda.

## Histoire
Le Mexique et la Suisse sont convenus d'établir des relations officielles en 1827. En 1945, les deux nations ont officiellement établi des relations diplomatiques et en 1946, le Mexique a ouvert un bureau diplomatique à Berne. En 1958, les deux nations ont transformé leurs missions diplomatiques en ambassades.

## Ambassade
Elle est située Weltpoststrasse 20, 5e étage, à Berne.

## Mission permanente
Le Mexique dispose d'une mission permanente auprès de l'Organisation des Nations unies et d'autres organisations internationales à Genève.